# Elitserien 1976/77
Die Elitserien-Saison 1976/77 war die zweite Spielzeit der schwedischen Elitserien. Schwedischer Meister wurde zum zweiten Mal in Folge Brynäs IF, während die Aufsteiger Örebro IK und IF Björklöven den direkten Wiederabstieg nicht verhindern konnten.

## Reguläre Saison

### Modus
Die zehn Mannschaften der Elitserien spielten zunächst in 36 Saisonspielen gegeneinander. Während sich die ersten vier Mannschaften für die Play-offs qualifizierten, stiegen die beiden Letztplatzierten in die Division I ab. Für einen Sieg erhielt jede Mannschaft zwei Punkte, bei einem Unentschieden gab es einen Punkt und bei einer Niederlage null Punkte.

### Abschlusstabelle
|     | Klub               | Sp | S  | U | N  | T   | GT  | Punkte |
| --- | ------------------ | -- | -- | - | -- | --- | --- | ------ |
| 1.  | Brynäs IF          | 36 | 25 | 5 | 6  | 206 | 110 | 55     |
| 2.  | Färjestad BK       | 36 | 24 | 4 | 8  | 181 | 122 | 52     |
| 3.  | Leksands IF        | 36 | 22 | 4 | 10 | 198 | 150 | 48     |
| 4.  | MODO Hockey        | 36 | 19 | 3 | 14 | 155 | 140 | 41     |
| 5.  | AIK Solna          | 36 | 17 | 4 | 15 | 147 | 126 | 38     |
| 6.  | Skellefteå AIK     | 36 | 14 | 7 | 15 | 137 | 146 | 35     |
| 7   | Södertälje SK      | 36 | 12 | 7 | 17 | 141 | 173 | 31     |
| 8.  | Västra Frölunda IF | 36 | 12 | 5 | 19 | 150 | 174 | 29     |
| 9.  | Örebro IK          | 36 | 7  | 2 | 27 | 126 | 205 | 16     |
| 10. | IF Björklöven      | 36 | 6  | 3 | 27 | 106 | 201 | 15     |

Sp = Spiele, S = Siege, U = unentschieden, N = Niederlagen, OTS = Overtime-Siege, OTN = Overtime-Niederlage, SOS = Penalty-Siege, SON = Penalty-Niederlage

### Topscorer
Abkürzungen: T = Tore, A = Assists, P = Punkte
|     | Spieler            | Team     | T  | A  | P  |
| --- | ------------------ | -------- | -- | -- | -- |
| 1.  | Mats Åhlberg       | Leksand  | 39 | 25 | 64 |
| 2.  | Martin Karlsson    | Brynäs   | 37 | 16 | 53 |
| 3.  | Hans Jax           | Leksand  | 24 | 27 | 51 |
| 4.  | Kent Nilsson       | AIK      | 30 | 18 | 48 |
| 5.  | Dan Söderström     | Leksand  | 18 | 29 | 47 |
| 6.  | Per Lundqvist      | MODO     | 33 | 13 | 46 |
| 7.  | Sven-Åke Rudby     | Frölunda | 20 | 24 | 44 |
| 8.  | Kent Andersson     | Örebro   | 28 | 13 | 41 |
| 9.  | Per-Olov Brasar    | Leksand  | 23 | 16 | 39 |
| 10. | Lars-Erik Ericsson | Brynäs   | 20 | 17 | 37 |

## Play-offs
Die Play-offs wurden im Modus „Best-of-Three“ ausgetragen.

### Turnierbaum
|  | Halbfinale          | Halbfinale   |             |   | Finale | Finale |
|  |                     |              |             |   |        |        |
|  | Brynäs IF           | 2            |             |   |        |        |
|  | MODO Hockey         | 0            |             |   |        |        |
|  |                     |              |             |   |        |        |
|  |                     |              |             |   |        |        |
|  | Brynäs IF           | 2            |             |   |        |        |
|  |                     | Färjestad BK | 0           |   |        |        |
|  |                     |              |             |   |        |        |
|  | Spiel um Platz drei |              |             |   |        |        |
|  |                     |              | MODO Hockey | 0 |        |        |
|  | Färjestad BK        | 2            | Leksands IF | 2 |        |        |
|  | Leksands IF         | 1            |             |   |        |        |

### Topscorer
Abkürzungen: T = Tore, A = Assists, P = Punkte
|    | Spieler              | Team    | T | A | P  |
| -- | -------------------- | ------- | - | - | -- |
| 1. | Lars-Gunnar Lundberg | Brynäs  | 7 | 3 | 10 |
| 2. | Kjell Brus           | Leksand | 3 | 7 | 10 |
| 3. | Bengt Lundholm       | Leksand | 4 | 3 | 7  |
| 4. | Martin Karlsson      | Brynäs  | 3 | 4 | 7  |
| 5. | Lars-Erik Ericsson   | Brynäs  | 5 | 1 | 6  |

### Schwedischer Meister
| Schwedischer Meister Brynäs IF | Torhüter: William Löfqvist, Benny Westblom Verteidiger: Jan Asplund, Stefan Persson, Stig Östling, Stig Salming, Jan-Erik Silfverberg, Jan-Olof Svensson Angreifer: Stefan Canderyd, Jan Eriksson, Lars-Göran Gerdin, Bo Höglund, Tomas Jernberg, Martin Karlsson, Stefan Karlsson, Lars-Gunnar Lundberg, Tord Lundström, Lars-Göran Nilsson, Lars Öberg, Lars Erik Ridderström, Conny Silfverberg, Ulf Tunong Cheftrainer: Tommy Sandlin |

## All-Star-Team
| Tor          | Göran Högosta (Leksand)            | Göran Högosta (Leksand)            | Göran Högosta (Leksand) | Göran Högosta (Leksand)     | Göran Högosta (Leksand)     | Göran Högosta (Leksand)     |
| Verteidigung | Stig Salming (Brynäs)              | Stig Salming (Brynäs)              | Stig Salming (Brynäs)   | Lars Lindgren (MODO Hockey) | Lars Lindgren (MODO Hockey) | Lars Lindgren (MODO Hockey) |
| Sturm        | Kent-Erik Andersson (Färjestad BK) | Kent-Erik Andersson (Färjestad BK) | Mats Åhlberg (Leksand)  | Mats Åhlberg (Leksand)      | Per-Olov Brasar (Leksand)   | Per-Olov Brasar (Leksand)   |

## Auszeichnungen
- Guldpucken (bester schwedischer Spieler) – Kent-Erik Andersson, Färjestad BK